# Starosiele (rejon lachowicki)
Starosiele (biał. Стараселле; ros. Староселье) – wieś na Białorusi, w obwodzie brzeskim, w rejonie lachowickim, w sielsowiecie Honczary.

## Historia
W dwudziestoleciu międzywojennym leżało w Polsce, w województwie nowogródzkim, w powiecie baranowickim, w gminie Niedźwiedzica. W 1921 miejscowość liczyła 49 mieszkańców, zamieszkałych w 7 budynkach, wyłącznie Polaków. 28 mieszkańców było wyznania rzymskokatolickiego i 21 prawosławnego.
Po II wojnie światowej w granicach Związku Sowieckiego. Od 1991 w niepodległej Białorusi.